# Parkano
Parkano es una localidad de Finlandia, situada en la región de Pirkanmaa. En 2017 su población era de 6.630 habitantes. La superficie del término municipal es de 909,67 km², de los cuales 57,5 km² son de ríos y lagos. El municipio tiene una  densidad de población de 7,78 hab./km².
Limita con los ayuntamientos de Ikaalinen, Kihniö y Ylöjärvi en la región de Pirkanmaa; con los de Jämijärvi, Kankaanpää y Karvia en la región de Satakunta, y con el de Kurikka, perteneciente a la región de Ostrobotnia del Sur.
El idioma oficial es el finlandés.